# زیبا (ترانه)
زیبا (فرانسوی: Belle‎) نام ترانه‌ای سه‌صدایی با اجرای پاتریک فیوری، دانیل لاووا و گارو است که در سال ۱۹۹۷ ضبط و در سال ۱۹۹۸ میلادی منتشر شد. این ترانه نخستین بار در نمایشنامهٔ موزیکال «گوژپشت نوتردام پاریس» اجرا شد و بلافاصله پس ازانتشار، به موفقیت چشمگیری دست یافت و ماه‌ها بر صدر جداول موسیقی کشورهای فرانسه و بلژیک باقی ماند.
تا به امروز، ترانهٔ «زیبا» یکی از پُرفروشترین تک‌آهنگ‌های تمام دوران در این کشورها بوده است.

## جداول
| جدول (۱۹۹۸)              | بالاترین رتبه |
| ------------------------ | ------------- |
| تک‌آهنگ‌های بلژیک (والونی) | 1             |
| جدول تک‌آهنگ‌های فرانسه    | 1             |

| جدول انتهای سال (۱۹۹۸)   | رتبه |
| ------------------------ | ---- |
| تک‌آهنگ‌های بلژیک (والونی) | ۱    |
| جدول تک‌آهنگ‌های فرانسه    | ۱    |

## گواهی‌نامه‌ها
| منطقه                            | گواهی     | واحد گواهی‌شده/فروش |
| -------------------------------- | --------- | ------------------ |
| بلژیک (بی‌ئی‌ای)                   | ۳× پلاتین | ۱۵۰٬۰۰۰*           |
| فرانسه (اس‌ان‌ئی‌پی)                | الماس     | ۷۵۰٬۰۰۰*           |
| * رقم فروش تنها بر پایهٔ گواهی‌ها. |           |                    |